# الاقتباس السينمائي لسيد الخواتم

خاتم سورون

الرواية الملحمية والفانتازية سيد الخواتم للكاتب ج. ر. ر. تولكين، كانت قد تحولت ثلاث مرات إلى شاشات السينما.

## الاقتباسات الثلاث الكبرى
آخر عملية إخراج للفيلم هي الثلاثية التاريخية للمخرج الأمريكي بيتر جاكسون في سنوات ديسمبر 2001 وديسمبر 2002 وديسمبر 2003 للأفلام سيد الخواتم: رفقة الخاتم ثم سيد الخواتم: البرجان ثم سيد الخواتم: عودة الملك على التوالي.

تعتبر هذه الإصدارات أول اقتباس للرواية في شكل غير الصور المتحركة، وهذا بعد التطور في مجال الرسومات الحاسوبية.

لاقت هذه السلسلة المكونة من ثلاثة أفلام رواجا هائلا وتعتبر من بين أكبر ما قمته السينما في التاريخ، وحصل الجزء الأول على أربع جوائز أوسكار وحصل الجزء الثاني على جائزتي أوسكار بينما تحصل الجزء الثالث على 11 أوسكارا، لتتحصل السلسلة ككل على 17 أوسكار.

## التاريخ والمحاولات
بعد إحباط عدة مشاريع لتحويل الرواية لفيلم، كان أول اقتباس للفيلم على شكل فيلم رسوم متحركة أخرجه رالف باكشي لشركة الإنتاج الأمريكية يونايتد أرتيست سنة 1978، هذا الفيلم المتحرك لم يأتِ على كل القصة، بل انتهى في معركة هورنبورغ، وكان المقرر أن يتم إخراج الجزء الثاني فيما بعد لكن تم تعليق العمل بسبب عدم النجاح التجاري للجزء الأول.

سنة 1980، تم اقتباس الجزء الأخير من الرواية المسمى عودة الملك في شكل فيلم صور متحركة من قبل جول باس وآرثر رانكين جونيور، ولكن هذا الإخراج لم يكن تكملة لفيلم باكشي، الفيلم التلفزي لشركة رانكين/باس جائت بعد إخراج فيلم الهوبيت في سنة 1977.

### المحاولات الأولى
أولى الاقتراحات لاقتباس الرواية في شكل فيلم متحرك صلت تولكين سنة 1957، بعد عامين فقط من نشر رواية سيد الخواتم، حيث قام المخرجين الثلاثة فورست ج أكرمان ومورتن غاردي زيمرمان وأل بروداكس بالاتصال بشركة ألن وأنوين، الناشرة لروايات تولكين، بهدف القيام بفيلم في شكل رسوم متحركة، ويذكر أن تولكين لم يعارض فكرة اقتباس رواياته، وتحمس لبعض الصور المقدمة له والمتمثلة في المشاهد المطروحة من قبل المخرجين. في النهاية واجه المشروع فقر في الدعم المالي مما أدى إلى التحذيرمن إغلاقه، وفي سنة 1959، تم التخلي عن المشروع وإلغائه.

في أواخر السنوات 1960، قررت فرقة البيتلز إخراج فيلم فن سيد الخواتم حيث يلعب جون لينون دور غولوم، وبول مكارتني دور فرودو باغنز، وجورج هاريسون دور جاندالف، وأخيرا رينغو ستار دور سامساغاس غاميجي، لكنهم لم يتحصلوا على حقوق النشر، حيث أن شركة يونايتد أرتيست تتفاوض مع ألن وأنوين منذ 1957، في النهاية تحصلت شركة ألن وأنوين على الحقوق سنة 1969 بمبلغ 000 104 جنيه إسترليني، وفي السنة التالية، تم وضع جون بورمان لإخراج الفيلم. كان ملخصه هو فولم لمدة ساعتين ونصف، مؤلف بالتشارك مع روسبو بالنبورغ، لكن تم إلغاء هذا المشروع بسبب شكوكية أحداث السيناريو عن الرواية الأصلية، وكان السيناريو المقترح مكون من 700 صفحة.

## سلسلة الهوبيت
يذكر أن المخرج بيتر جاكسون أخرج وسيخرج سلسلة أفلام لرواية الهوبيت لنفس الراوي ج. ر. ر. تولكين كتكملة لسلسلة سيد الخواتم وكانت وستكون بنفس الممثلين ونفس فريق العمل ونفس الطريقة المتبعة لنشر الفيلم أي في نفس الشهر على ثلاث سنوات وهي كالأتي:
- الهوبيت : رحلة غير متوقعة: ديسمبر 2012
- الهوبيت: قفرة سموغ: ديسمبر 2013
- الهوبيت: معركة الجيوش الخمسة: ديسمبر 2014

## مقالات ذات صلة
- الإقتباس السينمائي للهوبيت